# Lavazan
Lavazan település Franciaországban, Gironde megyében. Lakosainak száma 229 fő (2022. január 1.). Lavazan Sendets, Lerm-et-Musset, Birac, Cauvignac, Cudos és Marions községekkel határos.

## Népesség
A település népességének változása:
| Lakosok száma | 216  | 164  | 171  | 211  | 253  | 246  | 227  | 230  | 230  | 229  |
|               | 1968 | 1982 | 1990 | 2006 | 2013 | 2015 | 2017 | 2019 | 2020 | 2022 |